# Pablo Urtasun
Pablo Urtasun Pérez (* 29. März 1980 in Urdiain, Navarra) ist ein spanischer Radrennfahrer.

## Karriere
Urtasun fuhr in den Jahren 2000 bis 2004 bei Caja Rural, bevor diese Mannschaft bei der UCI als Radsportteam registriert wurde. Er machte dabei im Alter von 22 Jahren bei der Volta Ciclista Internacional a Lleida 2002 zum ersten Mal auf sich aufmerksam, indem er die sechste Etappe gewann. Im selben Jahr gewann er die fünfte Etappe der Vuelta a León. 2003 gewann Urtasun  eine Etappe der Vuelta a Extremadura. Bei der Galicien-Rundfahrt fuhr er als Stagiaire für das dänische Team CSC und gewann zwei Etappen. Im Jahr 2004 gewann er wieder für Caja Rural je eine Etappe der Vuelta a Córdoba und der Vuelta Ciclista a Navarra sowie zwei Etappen der Vuelta a Palencia.
Im Jahr 2005 erhielt Urtasun einen regulären Vertrag beim spanischen Professional Continental Team Kaiku. In seinem ersten Jahr als Profi konnte er keine Erfolge erzielen. 2006
belegte er bei der Rheinland-Pfalz-Rundfahrt nach mehreren vorderen Etappenplatzierungen den zweiten Rang in der Gesamtwertung belegte. Bei der Volta ao Alentejo gewann er die erste Etappe.
2007 wechselte Urtasun zum UCI Continental Team Liberty Seguros. Für diese Mannschaft gewann je eine Etappe der Vuelta a La Rioja und der Volta ao Sotavento Algarvio. 2008 gelangen ihm Etappensiege bei der Vuelta a Asturias und der Rota do Vinho Verde.
Für die Saison 2009 unterschrieb Urtasun einen Vertrag beim baskischen UCI ProTeam Euskaltel Euskadi. 2010 gewann er die erste Etappe der Vuelta a Asturias und trug für einen Tag das Trikot des Gesamtführenden. Nach einem dritten Platz bei der Bayern-Rundfahrt und einem Zweiten bei der Tour de Suisse ging er zum ersten Mal bei der Vuelta a España an den Start und unterstützte seinen Kapitän Igor Antón bis zu dessen Ausscheiden. In der Gesamtwertung wurde er 101.
Urtasan nahm an der Tour de France 2011 und 2012 teil und belegte die Plätze 148 und 134. Auf der fünften Etappe der Tour de France 2012 wurde er als letzter verbleibender Ausreißer erst 200 Meter vor dem Ziel eingeholt. Bei der Tour of Britain gewann er anschließend die siebte Etappe.
2013 gewann er eine Etappe der Vuelta a Castilla y León. Außerdem nahm er am Giro d’Italia teil, den er aber aufgeben musste und an der Vuelta a España, die er als 122. beendete. Nach Auflösung des Euskatel-Teams fuhr er nur noch für kleinere Mannschaften.

## Erfolge
2002
- eine Etappe Volta Ciclista Internacional a Lleida
- eine Etappe Vuelta a León

2003
- eine Etappe Vuelta a Extremadura
- zwei Etappen Volta a Galicia

2004
- eine Etappe Vuelta a Córdoba
- eine Etappe Vuelta Ciclista a Navarra
- zwei Etappen Vuelta a Palencia

2006
- eine Etappe Volta ao Alentejo

2007
- eine Etappe Vuelta Ciclista a la Rioja
- eine Etappe Volta ao Sotavento Algarvio

2008
- eine Etappe Vuelta a Asturias
- eine Etappe Rota do Vinho Verde

2010
- eine Etappe Vuelta a Asturias

2012
- eine Etappe Tour of Britain

2013
- eine Etappe Vuelta a Castilla y León